# Total War
Total War (Guerra total) és una saga de videojocs desenvolupats per The Creative Assembly. Tots els jocs consisteixen en una mescla d'estratègia en temps real i d'estratègia per torns. El renom de Total War es deu a una espectacular infografia i unes batalles jugades en temps real amb més de 4.000 unitats en actiu alhora. La sèrie destaca per la senzillesa i facilitat en l'organització i mobilització d'un gran nombre d'unitats al camp de batalla. El joc principal més recent llançat va ser Total War: Pharaoh l'11 d'octubre de 2023. L'abril de 2021, la sèrie havia venut 36 milions de còpies.

## Títols de la saga Total War

### Shogun Total War
- Shogun: Total War (2000, Electronic Arts) es desenvolupa al Japó feudal de les lluites entre clans pel control de l'arxipèlag. És considerat pels fans de la saga com el Total War original i més pur. En el món multijugador la imitació feta pels clans i els jugadors de Shogun és incomparable a qualsevol altre joc de la sèrie.
  - Expansió: The Mongol Invasion (2002, Electronics Arts) fou llançat amb l'original en la Warlord Edition. Tracta sobre la invasió dels Mongols al Japó.

### Medieval: Total War
- Medieval Total War (2002, Activision) es desenvolupa en l'Europa medieval. En el món multijugador és, amb tota seguretat, el joc més complet i més tàctic.
  - Expansió: Viking Invasion (2002, Activision) tracta la invasió vikinga a l'Anglaterra medieval, tot i que l'escenari continua essent tot Europa. El conjunt dels dos jocs és conegut com a Battle Collection.

### Rome: Total War
- Rome: Total War (22 de setembre de 2004, Activision) té lloc a la República Romana. Es veu un gran canvi respecte a l'anterior joc, especialment pel que fa a la campanya.
  - Expansió:Rome Total War: Barbarian Invasion (2005, Activision) es va llançar juntament amb el joc original. Tracta sobre el període històric protagonitzat per la caiguda de l'Imperi Romà d'Occident i les invasions bàrbares.
  - Expansió:Alexander (19 de juny del 2006, Activision) tracta de les conquestes d'Alexandre el Gran a l'Imperi Persa.

### Medieval II: Total War
Article principal: Medieval II: Total War
- Medieval II Total War (5 de maig de 2006, Sega) és l'evolució dels aspectes del Medieval Total War, especialment dels gràfics. Es desenvolupa a Europa, el nord d'Àfrica, l'Àsia menor i Amèrica. És el primer joc en el qual les nacions poden descobrir el Nou Món.
  - Expansió:Kingdoms(2007, Sega) fou anunciat el 30 de març, contindrà quatre campanyes diferents.

### Empire Total War
- Empire Total War (6 de febrer de 2009) es desenvolupa en el context de l'expansió colonial europea i les guerres europees del segle xviii. L'acció té lloc en tres escenaris: el continent europeu, el subcontinent indi i l'Amèrica del Nord (aquest últim, on té lloc la campanya de la independència dels EUA entre d'altres, com el Québec). S'enfronten les diverses potències europees del moment: la Gran Bretanya, França, les Províncies Unides (d'Holanda), Prússia, l'Imperi Austríac, Suècia, l'Imperi Otomà, la Rússia tsarista, l'Espanya borbònica, la confederació Lituano-Polonesa i els independentistes americans. També hi són presents d'alguna manera altres estats o pobles del moment com Maratha o els pobles ameríndis.

### Napoleon Total War
- Napoleon Total War (23 de febrer de 2010) el joc se centra en la política i les principals campanyes militars de les guerres de la Revolució Francesa a finals del segle xviii i les guerres napoleòniques de principis del segle xix.
  - Expansió:La Campanya Peninsular en la qual el jugador competeix pel control de la península Ibèrica.

### Shogun II Total War
- Shogun II Total War (15 de març de 2011) Ambientada a mitjan segle XVI al Japó medieval durant un període d'aïllament i conflicte militar anomenat Sengoku Jidai.
  - Expansió:Shogun II Total War Fall of the Samurai explora el conflicte entre el tron imperial i l'últim shogun durant l'època de la guerra de Boshin.

### Rome II Total War
Rome II Total War (3 de setembre de 2013) és l'evolució dels aspectes del Rome Total War, especialment dels gràfics. Es desenvolupa a Europa, el nord d'Àfrica, l'Àsia menor.

### Attila Total war
- Attila Total War (17 de febrer de 2015) el joc va seguir la vida d'Àtila l'Hun durant l'Edat Fosca d'Europa.

### Total War: Warhammer
Publicat el 22 d'abril de 2015, Total War: Warhammer canvia les regles de la sèrie ja que té lloc en un entorn d'alta fantasia. La configuració prové del Warhammer Fantasy de Games Workshop. Tornen les batalles en temps real i les campanyes sandbox per torns, un element bàsic de la sèrie. Les races inclouen els homes de l'Imperi i Bretònia, els orcs i els follets (pells verds), els nans, els comtes vampirs, els guerrers del caos, els homes bèstia, els elfs boscosos i les tribus nòrdiques. Sega va revelar que aquest és el primer del que serà una trilogia de títols. Total War: Warhammer es va publicar el 24 de maig de 2016.

### Total War: Warhammer II
Anunciat el 31 de març de 2017 a l'EGX Rezzed. Va ser llançat el 28 de setembre de 2017. Se centra en els conflictes al Nou Món i Ulthuan entre els Alts Elfs, els Elfs Foscs, els Skavens i els Homes Llangardaix mentre busquen controlar el Vortex. Més tard, els Tomb Kings (una facció temàtica de l'Antic Egipte d'esquelets, mòmies, etc.) i Vampire Coast (una facció de pirates no morts) es van llançar com a DLC de pagament. També es va llançar una gran campanya que combinava el mapa del primer joc i el segon Mortal Empires.

### Total War Saga: Thrones of Britannia
Total War Saga: Thrones of Britannia va ser llançat el 3 de maig de 2018. El joc està ambientat l'any 878 dC, després de la mort de Ragnar Lodbrok i la posterior invasió víking de les illes britàniques pel Gran exèrcit pagà. El joc se centra en els regnes que lluiten pel poder de les Illes. Les faccions jugables són angleses, gal·leses, gaèliques, que formen part del gran exèrcit víking i els reis marins víkings. El joc va rebre crítiques generalment favorables per part de la crítica, però una resposta mixta dels usuaris. El joc té una puntuació de crític de 75 i una puntuació d'usuari de 54 a Metacritic.

### Total War: Three Kingdoms
Publicat el 23 de maig de 2019,  Three Kingdoms porta la sèrie Total War a la Xina durant el govern de la dinastia Han l'any 190 dC on el nen Emperador Xian de Han és col·locat al tron com a governant titella pel seu regent Dong Zhuo. El joc se centra en herois que lluiten contra la tirania, però les ambicions dels quals poden trencar la seva fràgil aliança i dividir la Xina fins a l'ascens del període dels Tres Regnes. El joc està basat en l'antiga novel·la xinesa Romanç dels tres regnes.
Els jugadors poden jugar a senyors de la guerra com Cao Cao i Liu Bei. Els gràfics són diferents. Hi ha un nou sistema de batalla que permet al jugador seleccionar Records, un mode més realista o Romance, que alguns veuen com una manera més divertida i creativa de jugar. Al Romance, els jugadors poden controlar els seus senyors de la guerra que ara tenen habilitats especials. La campanya també ha canviat. Hi ha sis DLC disponibles: Eight Princes, ambientat gairebé cent anys després de la campanya original; Mandate of Heaven, ambientada vuit anys abans, arran de la rebel·lió del turbant groc, A World Betrayed, establert quatre anys després de la campanya original, Fates Divided, sis anys després de A World Betrayed abans de la guerra entre Cao Cao i Yuan Shao, Yellow Turban Rebellion, que permet al jugador jugar com la Facció de Turbant Groc dins de la campanya original; Reign of Blood, similar als altres DLC disponibles a Total War: Rome II i Total War: Attila anomenat Blood and Gore i Blood and Burning respectivament. Reign of Blood afegeix una nova varietat d'animacions de combat i sang al camp de batalla. Un paquet d'expansió important, The Furious Wild també està disponible, afegint la gent Nanman amb quatre faccions jugables al sud-oest.

### Total War Saga: Troy
Mentre estava en desenvolupament Total War Saga: Troy va utilitzar el sobrenom de "Saga", com ho va fer a Total War Saga: Thrones of Britannia i com s'ha aplicat retroactivament a l'expansió autònoma The Fall of the Samurai de Total War: Shogun 2. Serà el primer joc Total War ambientat a l'Edat del Bronze i es va llançar el 13 d'agost de 2020. El joc es podia reclamar gratuïtament durant les primeres 24 hores després del seu llançament.
El 24 de setembre, Amazons es va llançar com a DLC gratuït per als titulars de comptes d'Accés a Total War juntament amb el suport de mods d'Epic Games Store, mentre que el DLC multijugador i Blood & Glory es va afegir el 29 d'octubre de 2020.

### Total War: Warhammer III
Anunciada el 3 de febrer de 2021, la conclusió de la trilogia Total War: Warhammer presenta faccions basades en cadascun dels quatre déus del caos (Khorne, Tzeentch, Nurgle i Slaanesh), així com les civilitzacions humanes de Kislev i Grand Cathay. Els Ogre Kingdoms es van incloure com a bonificació de pre-comanda. El joc es va llançar el 17 de febrer de 2022. Tot i que, tècnicament, no és un joc de servei en directe, la vida útil de la trilogia de Warhammer significa que de vegades s'acosta al gènere del servei en directe.

### Total War: Pharaoh
Total War: Pharaoh, centrat en el període del Nou Regne de l'Antic Egipte, va ser anunciat el 23 de maig de 2023 i llançat l'11 d'octubre de 2023.